# Acelerador electrónico

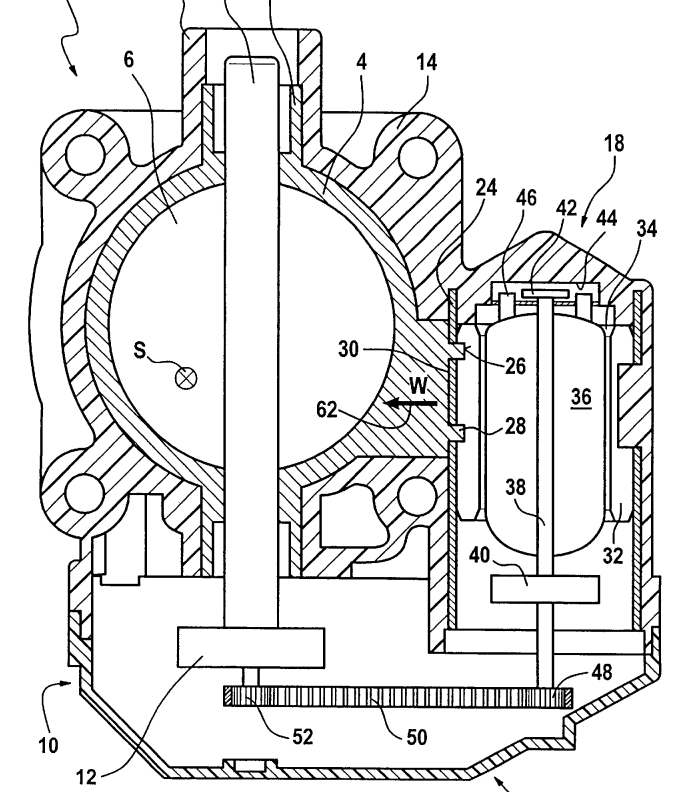
Acelerador electrónico.

El acelerador electrónico es un dispositivo que anula la conexión mecánica que existe entre el pedal del acelerador y la mariposa del colector de admisión en los vehículos equipados con motores de gasolina. Quedando sustituida por una conexión eléctrica a través de una central electrónica, generalmente la misma que se encarga de la gestión del motor (inyección y encendido). En un diésel, es uno de los factores que determina el caudal de gasóleo.
Es menos habitual de lo que se piensa, no todos los vehículos con inyección electrónica usan este sistema, aunque se hace cada vez más común. La inyección electrónica controla el momento y la cantidad de cada inyección en función de un programa y según unas variables como cantidad aire que consume o revoluciones.
Aunque cada vez menos el acelerador mueve directamente la mariposa de admisión mediante un cable igual que en un carburador. En el caso de un carburador la cantidad de combustible es regulado por la succión que produce el caudal de aire. En una inyección electrónica el caudal de aire se mide con un sensor o varios (caudalímetro, sensor de presión) y el combustible se inyecta de forma que mantenga una relación estequiométrica de aire-combustible. En los diésel, sí que existe válvula de mariposa, pero su funcionamiento y posición es diferente a la de un motor gasolina.
Un acelerador electrónico permite un mejor control en la alimentación de aire del motor, consiguiendo mejores aceleraciones, traduciéndose en un accionamiento más rápido que el de un sistema tradicional y una respuesta del motor más adecuada al tipo de conducción que se está realizando. Además, corrige posibles errores de accionamiento del acelerador por parte del conductor.
En inglés, hay quien se refiere al sistema acelerador electrónico como «drive by wire», donde «wire» se debe entender por un cable de conexión eléctrico.

## Componentes
Es sistema está formado por un potenciómetro colocado en el pedal del acelerador, una centralita electrónica y un cuerpo de mariposa con accionamiento eléctrico.

## Funcionamiento
En un acelerador convencional cada posición del pedal corresponde con una única posición de la mariposa. La relación entre el recorrido del pedal y el recorrido de la mariposa determinan el comportamiento del motor. Si se busca un motor que responda bien a bajas revoluciones, se debe conseguir que el recorrido del acelerador corresponda con pequeños recorridos de la mariposa, sobre todo en los primeros grados de apertura. Lo que origina una respuesta del motor pobre cuando la mariposa está muy abierta, al producirse pequeñas variaciones en caudal de aire que entra al motor. Un motor de carácter deportivo necesita recorridos más amplios de la mariposa cuando está muy abierta, empeorando la respuesta del motor a bajas revoluciones.
En el acelerador electrónico se pueden adoptar infinidad de posiciones de la mariposa teniendo en cuenta las condiciones de funcionamiento del motor. La centralita electrónica conoce en todo momento la posición del pedal del acelerador a través de la variación de la resistencia del potenciómetro. Con este dato y las revoluciones del motor se establece el grado óptimo de apertura de la mariposa.
A bajas revoluciones del motor, la mariposa se abrirá lentamente, mientras a altas revoluciones, la apertura se realizará más rápidamente. Se consigue una buena respuesta del motor a cualquier régimen, impidiendo que aparezcan ahogos por un accionamiento muy rápido del acelerador.
En la fase de calentamiento del motor se produce una mayor apertura de la mariposa en función de la posición del pedal acelerador. Durante esta fase se intenta empobrecer la mezcla todo lo posible y retrasar el encendido, reduciendo el tiempo de calentamiento del motor, y por tanto, del catalizador. Para que el conductor no perciba la reducción de par que esto supone, la mariposa se abre más rápidamente mejorando la respuesta del motor. Además se consiguen reducir las emisiones contaminantes, sobre todo las de hidrocarburos.
Si se acciona rápidamente el acelerador cuando el motor está reteniendo, se producen tirones a causa de la variación tan repentina en el par suministrado y el motor rebota en sus anclajes elásticos. Esta situación tan molesta se evita retrasando al apertura del acelerador para que no se produzca de forma tan brusca. El par motor aparece más lentamente, impidiendo que el motor rebote en sus soportes.

## Ventajas
- Permite variar la relación entre la posición del acelerador y la apertura de la mariposa con multitud de posibilidades.
- Fácil acoplamiento del control de velocidad de crucero.
- Reducción de los tirones durante el funcionamiento del motor.
- Permite un mejor control sobre las emisiones contaminantes.
- Posibilita una mayor suavidad de funcionamiento a los vehículos equipados con cambio de marchas automático.
- Integración del control electrónico en la centralita de gestión del motor, reduciendo el coste del equipo.
- A diferencia de un acelerador mecánico por cable, no hace falta tensar el cable que va del acelerador al cuerpo del acelerador ni regular la posición de la mariposa manualmente.
- Mejora del consumo.
- Fricción nula en el recorrido que hay de la válvula o cuerpo del acelerador hasta el pedal de acelerador, ya que el cable mecánico del acelerador se ha sustituido por cables eléctricos y un sistema de control electrónico.

## Ajustes
El acelerador electrónico no necesita ajustes, ya que la posición de reposo está determinada por unos muelles internos. El recorrido máximo del pedal está regulado por un tornillo sobre el piso del vehículo. Para evitar daños en el potenciómetro del acelerador, no se debe manipular este tornillo a no ser que se tenga experiencia y conocimiento sobre cómo efectuar esta modificación y qué posición más baja del tornillo se puede poner sin dañar el potenciómetro.
- Datos: Q2834564